# Omet (rzeka)
Omet – rzeka w Polsce (powiat kętrzyński) i Rosji (obwód królewiecki), prawobrzeżny dopływ Łyny.
Nazwy fizjograficzne: Omeyte – 1370, Amet – 1398, niem. Omet Fluss i Omet, ros. Żeleznodorożnaja, dalej Stogowka.

## Bieg rzeki
Rzeka ma trzy przełomy: w okolicach Srokowa, Wilczyn i Asun.
Rzeka Omet posiada źródła ok. 4 km na północny zachód Radziejów. Omet na odcinku Srokowo – Wilczyny, płynie na dnie zagłębienia wytopiskowego. Szerokość jej wynosi tu około 2 m. Za Wilczynami rzeka skręca na południowy zachód, pokonuje wyższe partie terenu dociera do obniżenia terenu, gdzie skręca na północ. Szerokość rzeki wynosi tutaj od 2.5 do 4 m. Omet w Asunach przecina granicę państwa. Dalej po stronie rosyjskiej przepływa przez Żeleznodorożnyj i jako Stogawka wpada do Łyny w Drużbie.

## Dopływy
- Prawobrzeżne
- Czarny Strumień wpada do Ometu poniżej Wilczyn.
- Mazurka (teren obwodu królewieckiego).
- Lewobrzeżny – strumień płynący przez Bobrowo, przepływający przez Jezioro Arklickie, Aptynty, obok nieistniejącej Kurkławki (niem. Korcklack) przekracza granicę państwowową z obwodem królewieckim, wpada do Ometu przed Żeleznodorożnym.

Na Czarnym Strumieniu stwierdzono występowanie zimorodka.